# Кино
Вижте пояснителната страница за други значения на Кино.
Кинематографията или накратко кино (от гръцки: kinesis (движение) и graphos (запис)) е вид визуално изкуство, възникнало в края на 19 век. Основава се на фотографиране на движещи се изображения изложени на светлина или друго електромагнитно излъчване и записването им в аналогов вид върху фотографски филм или по електронен начин чрез сензор в цифров вид. Често киното е определяно като „седмото изкуство“, според израза на италианско-френския критик Ричиото Канудо, популяризиран през 20-те години на XX век.

## История

### Движещи се изображения
Задържането на образ в ретината или зрителната памет е познат още от древността на Аристотел и Клавдий Птолемей. Окото има качеството да задържа светлинните въздействия, след като техния източник изчезва. Тази оптическа измама е проучена по-обстойно през XVII и XVIII век. Част от учените, експериментирали с движещите изображения са Исак Нютон, рицарят Шавалие д'Арси и Леонардо да Винчи.В XIX век научно обяснение за явлението дават британския математик от швейцарски произход Питър Марк Роджет. Въз основа на неговите изследвания през 1830 г. Майкъл Фарадей създава „колелото на Фарадей“. Изобретението се свежда до назъбен диск от картон, гледан в огледало. Джон Хершел, който също прави опити със забавната физика, създава първата оптическа играчка, при която се използват рисунки. Най-известният пример за такъв род салонно забавление е томатропът, създаден през 1825 г. от Уилям Хенри Фитон и д-р Парис. Томатропът представлява обикновен мукавен диск, на чиято лицева и обратна страна има рисунка. Двете рисунки са взаимосвързани (например кафез и птица) и при бързо завъртане те се съчетават (получава се впечатлението, че птицата влиза в кафеза).
През 1832 г. белгийският физик Жозеф Плато построява „фенакистископ“, познат в Лондон като „фантаскоп“. Това е апарат, който се състои от назъбен картонен диск, една от страните му има нарисувани фигури в последователни фази. Когато дискът се завърти пред огледало и се гледа през отворите, виждаме отразената фигура да се движи. Англичанинът Уилям Джордж Хорнър придава нова цилиндрична форма на тази играчка и през 1834 г. изобретява „зоотропа“, при който се използват рисунки, нанесени на лента от картон. В 1853 г. австралийският генерал Ухатиус прожектирал върху екран рисунки, като използвал магически фенер, описан още от йезуита Киршер.
Но за да се роди киното в истинския смисъл, трябвало да се появи фотографията. Първата фотография на Жозеф Ниепс е направена 1823 г. и е озаглавена „Сложената маса“. Процесът на заснемане отнемал 14 часа. След време позирането било намалено до няколко секунди, за което спомогнало откриването на „влажния колодиум“, възприет от всички 1851 г. Същата година в първите фотографски ателиета се появяват движещите се фотографии. Първата поредица от снимки била направена от англичанина Едуард Майбридж през 1872 г. Калифорнийският милиардер Лиланд Стенфорд платил на Майбридж, за да заснеме движенията на състезателен кон в галоп (Сали Гарднър в галоп). Снимките се направени около писта за конни състезания и са публикувани през 1878 г., което предизвиква възхищение и възмущение в обществеността. Майбридж продължава да пътува из Европа и да усъвършенства фотографския процес.
Физиологът Етиен-Жул Марей превръща хронофотографа с неподвижна фотографска плака (1882) в хронофотограф с подвижна плака чрез приспособявенето на филмовите фоторолки „Кодак“. През октомври 1888 г. Марей представя в Академията на науките първите снимки на лента. Льопренс и Фриз Гриин успели да прожектират лента върху екран в лабораторията благодарение на перфорацията на лентата. Перфорацията е възприета и от Емил Рейно – създател на рисувания филм. През 1877 г. Рейно изобретява „праксиноскопа“, който представлява усъвършенстван зоотроп с огледален барабан. През 1888 г. Рейно създава своя оптически театър, с който дава публични прожекции на цветни движещи се рисунки в музея „Гревен“. Прожекциите на Рейно са предвестник на съвременния мултипликационен филм.
Значителен тласък за появата на киното дават Томас Алва Едисън и неговият сътрудник Уилям Кенеди Лори Диксън. През лятото на 1889 г. Едисън посещава Общата изложба в Париж и се запознава с хронографа. След няколко безуспешни опити да комбинира фонографа с движещи се картинки, изобретателят се обръща към изобретението на Марей. Едисън и Диксън създават целулоидната 35 мм лента с четири чифта перфорация на всяка картина, специално изработена от фирмата за фотоматериали „Истмен Кодак“ и ползвана до ден днешен.
Експерименти се правят с движещи се картини и преди първия филм. Например, „Обичам те“ (на френски: Je vous aime) от 1891 г. и Около плажните кабинки от 1894 г.

### Първият филм
Първият филм се нарича „Работници напускат фабриката Люмиер в края на работното време“ и трае около една минута. Прожектира се за първи път на 21 март 1895 г. пред заседанието на дружеството за подпомагане на националната промишленост. През лятото и есента на 1895 г. Луи Люмиер успява да заснеме още няколко 17-метрови, почти едноминутни сюжета с единствената цел да онагледи по подходящ начин възможностите на изобретението си.
С подобна цел братята организират и първата платена публична прожекция, на която присъстват около 40 души, срещу чист доход от 33 франка. Тя се състои на 25 декември 1895 г. в сутерена на парижкото „Гранд Кафе“ и се приема за първата публична прожекция.
Когато Луи Люмиер (1864 – 1948 г.) успява да заснеме „Работници напускат фабриката Люмиер в края на работното време“, „Пристигането на един влак“, „Къпане в морето“ и „Ковачи“, той неволно става и първият оператор, който показва на света новото изкуство на светлосянката и движението.
В следващите дни пред кафенето се образуват опашки от по няколко метра за прожекциите. Киното се налага изключително бързо в Париж, Лондон, Берлин и Санкт Петербург. Както в големите столици, така и в малките градчета, започват да прожектират отново и отново „Пристигането на влака“, „Закуската на детето“ и „Полетия поливач“.
Първите филми са без говор, тъй като няма технология, която да позволява синхронизиране на звук и картина. По-късно се използва музикален съпровод и надписи на цял екран, за да се предадат емоциите на актьорите и пояснения за действието.

### Кинематографът
Основното преимущество в патентования от братя Люмиер апарат е внедряването за първи път на грайферния механизъм, който осигурява равномерно поддържане на каданса при снимането и плавното темпо на прожекцията, отличаваща се с доброто си качество. Много практично се оказва и използването на един и същ апарат за снимане, копиране и прожекция. Фактически се създава един затворен производствен цикъл. Но за братя Люмиер кинематографът е само едно интересно техническо изобретение. Неговите създатели не са предполагали, че откритието им може да бъде експлоатирано, че някога то ще се превърне в могъщо средство за забавление, информация и формиране на общественото съзнание и в ухажваната от милиони почитатели на киното.

### Професионални оператори
С нарастването на популярността на киното се разширява и тематичния обсег на филмовата продукция. Братя Люмиер не смогват вече сами и им се налага да наемат първите професионални репортери и оператори. Това са Промио и Феликс Месгиш, Дублие, Перито, които кръстосват петте континента със своите камери-сандъци, като създават повече от 1500 сюжета. Операторите се стараят да въртят равномерно ръчката на камерата и да запечатват неповторими изгледи и събития.

#### Жорж Мелиес
Един от тях е Жорж Мелиес – режисьор, актьор, продуцент, оператор, лаборант и търговец. Като бивш илюзионист, художествен ръководител и театрален постановчик, Мелиес използва киното, за да създаде нов род фантастика и илюзионни сеанси.
Филмите на Мелиес се отличават с необикновената изобретателност, както в тематично, така и в техническо отношение. Той с право се счита за баща на филмовия трик и е първият оператор, приложил в практиката си комбинираните снимки. Открива многократната експозиция, стоп-кадъра, маската и контрамаската, ускорената и забавената киноснимка. Някои негови методи за трикови и комбинирани кадри се използват и до днес, а други от тях са послужили за отправна точка при усъвършенстването на този род дейности. Макар и най-примитивно, той прилага за първи път покадровото оцветяване на филма. Специално построеното от него студио в околностите на Монтрьо, той заснема всичките си филми, между които: „Пътешествие до Луната“(1902), „Пътешествие през невъзможното“(1904) и „Четиристотинте магии на Дявола“(1906). Произведенията му са смесица на лошия вкус, невзискателния, даже вулгарен комизъм и примитивната, но очарователна атмосфера, така характерна за художниците примитивисти и самоуки, които черпят вдъхновения от градския фолклор. В неговата фантастика могат да се намерят мотиви, използвани от френския художник Грандвил, блуждаещ сред невероятните механични визиони на своята живописна фантастика или известна близост с изкуството на Митничаря Русо, примитивист, който се вдъхновява от фолклора на парижките предградия и уличките на Монмартр.
Мелиес третира филма като друго издание на театрално-сценичното зрелище осъществено с помощта на различна техника. Оттук идва строгото придържане към театралната условност (завеси, разделяне на филма на части, сцени и картини), и което е особено характерно – спазването на една постоянна дистанция, между абсолютно статичната камера и снимачната сцена. Даже в някой от филмите си той започва с излизане пред завесата и поклон пред публиката. Но едновременно с това той успява да използва други художествени средства за създаване на зрелище с неограничени хоризонти на изображението, подсказвайки на следващите творци новата специфика на киното. Мелис заснема около 4000 заглавия, но не издържа на увеличаващата се конкуренция и през 1912 г. прекратява дейността си.
Във всички останали страни по онова време производствената система е една и съща. Филмовият продуцент е едновременно режисьор, декоратор, оператор, лаборант и разпространител в този период от развитието на киното ключовата професия е операторската, защото снимачната работа винаги изисква специална квалификация и похватност. За това филмовите реализатори от този период са свързани по един или друг начин с фотографията или с фото-индустрията. Това се отнася не само до братя Люмиер – в Англия почти всички творци са свързани с фотографията или с магическия фенер. Новата им професия е като че ли продължение на тяхната дотогавашна дейност. Тази непосредствена връзка, оказва своето влияние върху тях. Те проявяват гъвкавост и изобретателност, осигуряват добри фотографически параметри на изображението непрекъснато подобряват и обогатяват киноснимачната работа, поддържат сравнително добра изобретателна култура, но все още са под влиянието на статичната фотография.

#### Джордж Албърт Смит
Сериозна крачка в търсене на специфичната филмова изразност е употребата на близкия план, приложена за първи път от Джордж Албърт Смит през 1901 година. Бившата му професия на портретист-фотограф го подсеща да приближи камерата до сюжетно важните места, да разкъса действието на различни планове, които по монтажен път биха направили едно непрекъснато действие. Името на Смит е свързано и с патентоването през 1906 г. на цветната система „Синемакълър“.
От демонстрация на любопитно зрелище и откритие, киното преминава през панаирите, набира небивало число зрители, установява се във временни бараки, преминава в постоянни сгради, строят се нови, блестящи с рекламите си салони. Налагането на киното като ново масово зрелище стимулира организационната мисъл, като постепенно го превръща в голям, специален промишлен отрасъл. Въпреки това снимачните павилиони, са зависими от слънчевото осветление и представляват все още уголемени слънчеви оранжерии, в които с помощта на прозрачни или плътни завеси се регулира слънчевата светлина.

### Новите светлинни източници
Около 1913 г. електричеството навлиза все по-широко в бита на човечеството. Ключов проблем в развитието на операторската работа е използването на изкуствени източници на светлина. Наистина чувствителността на тогавашните светлочувствителни материали принуждава операторите да използват в своите павилиони-оранжерии разсеяната дневна светлина и при вътрешни снимки, което лишава изображението от основните му графически качества, от изразността и атмосферата. Първите, възпротивили се на този метод, са постоянните сътрудници на Грифит – операторите Вили и Хендрик Сартов, а по-късно и техният ученик Алвин Викоф, който работи с режисьора Сесил Демил. Те използват различни източници на светлина – волтови дъги, мощни лампи, като гарантират и акцентират светлинно актьорите и фона. Викоф изучава и прилага много старателно рембрандовското „Киароскуро“ (светлосенчестия рисунка) и даже нарича своя метод, ползващ силно странично осветление – рембрандовски. Почти по същото време немският оператор Гвидо Зеебер, работещ с режисьора Вегенер, изучава творчеството на испанския художник Рибейра, като прилага много сполучливо използването на невидими, скрити източници на светлина, като хвърля остри светли снопове върху героите, отделя ги от фона и извайва особено пластични ефекти.
Методът на Зеебер се подема от немската операторска школа, начело с Карл Фройнд. След Първата световна война чрез немския експресионизъм този метод оказва силно влияние върху творчеството на френските, датските, шведските, руските оператори. В този период се усвояват първите принципи на филмовия монтаж, избистря се и кино езикът със своята нова специфика, зараждат се артистичните английско, френско, италиански кино. Последователно създава първите шедьоври на историческа тема, като във филма „Кабирия“ (реж. Пастроне, оператор Сегундо де Хумон) успяват да използват много умело движението на хората и предметите в кадъра, подсилвайки ефекта на монументалност в масовите сцени. Те използват отлично панорамните движения, а в кадрите от преминаването на Алпите за първи път използват специално конструирана фартова количка. Още едно тяхно постижение е използването на макетни снимки, много умело вплетени във фона и предните планове.
До Първата световна война операторите набират опит, знания и традиции, черпейки от постиженията на по-старите изобретателни изкуства, а също и от художествената фотография. Преминаването от фотографска регистрация за заснемането на театрално организираното зрелище към по-високите изисквания при екранизиране на литературни произведения, изисква осмисляне и разработка на нови художествено-изобразителни решения. Съвсем закономерно водещите оператори се насочват към изучаване на наследството на класиците от живописта и графиката. От начало това създава възможност за механично копиране и пренасяне на отделни композиционни и светлинни решения, което сковава операторите в рамките на строгата статика, противопоказно за самата същност на киното.

### Киното в САЩ
Ползвайки се от отслабналата европейска организация плод на Първата световна война, през 20-те години киното на САЩ преживява изключително бурен процес на развитие. Американските производители се уверяват в голямата доходност от филмовите продукции, те бързо се ориентират в почти светкавичната възвръщаемост на вложените средства и забогатявайки неусетно, създават мощи производствени бази. Изникват студиите „Парамаунт“, „Метро“, „Фокс“, „Колумбия“ и „Юнайтед Артист“. Филмовата дейност се превръща много бързо в могъща промишленост, и като такава, въвежда строга стандартизация на техниката и производствените процеси. Определят се категориите на филмовите продукции („Суперпродукция“, А, В и С) и във връзка с това се определят нормативите за заснет полезен метраж на снимачен ден, разходите на осветление на квадратен метър площ, диафрагмата на която да се снима в интериор, силата на ключовото осветление, броят на техническите сътрудници и пр.
Често във филмите се използват проверени операторски решения, заимствани от филм във филм, използва се стандартно осветление (всичко в кадър трябва да се вижда), традиционни композиционни прийоми, стандартно движение на камерата (лишено от предварителен замисъл), силно омекотен оптически рисунък на дамските портрети, отделяне на сюжетните места с помощта на контражурно осветление. Въпреки това, добрите оператори настойчиво провеждат и съгласуват своите изобразителни решения с изискванията на драматургията. Пример за реалистичната и артистичната трактовка на темата са операторите Рейнолдс („Алчност“), Джон Арнолд – „Големият парад“, Х.Росон – "Нюйоркските докове'. Така водещите американски оператори постепенно овладяват и доразвиват основните операторски изразни средства (боравенето с художествено осветление, движението на камерата, разнообразяването на ракурсите, интересните и обосновани композиционни решения, използването на оптически рисунък и приспособления, тоналната перспектива, обогатяването на въздушната перспектива, раздвижването и организирането на големите масовки, първите сложни каскади). Филмите „Раждането на нацията“ – 1915 г. и „Нетърпимост“ – 1916 г., остават за поколенията символ на „Великият ням“.
През 1921 г. дебютира и основоположникът на художественото документално-поетично кино – Робърт Флаерти („Нанук от севера“), а през 1926 г. на екрана излиза и „Моана от южните морета“.
Киното на САЩ от този период създава и своите класически операторски образци за ерата на нямото кино. Тук трябва да споменем Били Битцер и неговия ученик Алвин Викоф. Разбира се, трябва да се отдаде и заслужена почит на режисьорите като Д. У. Грифит, Сесил Демил и Чарлз Чаплин.

### Киното във Франция и Англия
През 20-те години на 20 век френските и английските оператори добавят към световната съкровищница и своите незабравими постижения. В парижкото предградие Жуанавил са построени най-големите киноснимачни павилиони в Европа, използват се изключителните артисти от трупата на „Комеди Франсес“, пресъздават се класическите литературни произведения. Френското кино създава световните си шедьоври под влиянието на модните тогава стилове алетиерен реализъм и авангард. Силата му е в здравата драматургична конструкция и умението да се разказват сложни психологически ситуации, отличават се актьорската игра и високата изобретателна и филмова култура. През този период са създадени филми като „Празник“ на реж. Жермен Дюлак, „Колелото“ – реж. А. Ганц, „Вярно сърце“ – реж. Епщайн, „Земя“ и „Арлезианката“ – реж. А. Антоан. Заедно с тях на екрана излизат и смелите творчески експерименти „Механичен балет“ (1923 г.) – реж. Фр. Леже и Д.Мърфи, „Антракт“ (1924 г.) – реж. Р.Клер, „Раковината на кюрето“ (1928 г.) – реж. Жермен Дюлак, както и прочутия „Андалуското куче“ (1928 г.) – реж. Луис Бунюел и Салвадор Дали.

### Киното в България
През 1897 г. се е състояла първата кинопрожекция в България, в заведението на Марин Чолаков в Русе. Собственик на кинематографическата машина и организатор на събитието бил Георги Кузмич. Той прожектира филмът Пристигането на влака на Братя Люмиер, както и филм показващ посрещането на цар Николай в Париж. Месец по-късно, на 22 март, се организира и първата прожекция в София.
На 4 декември 1908 г. в София е открит първият киносалон в България, втори в Европа. Първият български филм е „Българан е галант“ на Васил Гендов, прожектиран за първи път май 1910 г.

## Филмопроизводство
Производството на филми се състои от отделни етапи, сред които: начална идея (история или идея), написване на сценарий, набиране на актьори (кастинг), заснемане, озвучаване, редактиране (постпродукция) и др. Показването на завършения филм пред публика в днешно време е съпроводено от предварителна реклама и маркетинг, като често премиерата е в много киносалони едновременно. Филми се произвеждат в много страни по света при най-различни икономически, социални и политически условия и с използване на различни кинематографични техники. В този процес са ангажирани много хора и производството на един филм за търговско разпространение може да отнеме месеци и години. Сред основните професионалисти в киното са режисьор, сценарист, оператор, композитор на музиката и др.